# Riccardo Ravagnan
Riccardo Ravagnan (Chioggia, 9 dicembre 1894 – Venezia, 9 agosto 1970) è stato un politico, avvocato e partigiano italiano.

## Biografia
Proveniente da una famiglia estremamente povera, riuscì tuttavia a frequentare l'università, laureandosi in Legge. Aderì al Partito Socialista Italiano, e alle elezioni del 1920 (durante il "Biennio rosso") si candidò e venne eletto sindaco di Chioggia, dove porta avanti un programma di abbassamento dei prezzi e blocco degli affitti, revisione della tassazione, lotta ad analfabetismo e speculazione edilizia, assistenza sanitaria gratuita per le famiglie povere. L'anno successivo decise di aderire al PCI, rassegnando pertanto le dimissioni dalla carica di primo cittadino.
Con l'avvento del fascismo e dopo la Marcia su Roma si trasferì a Trieste, dove diresse il giornale Il Lavoratore, nonostante la costante minaccia della polizia e dei fascisti. Fu comunque costretto a spostarsi a Milano, dirigendo per un breve periodo l'Unità.
Ravagnan fu arrestato nell'agosto 1926 e fu condannato dal Tribunale speciale per la difesa dello Stato (1926-1943) a 8 anni e 6 mesi di reclusione. Scontò 6 anni e nel 1932 fu liberato grazie all'amnistia. Decise quindi di tornare a Trieste, dove riuscì a mantenersi grazie alle lezioni private; contemporaneamente tenne attivi i contatti con il PCI.
Scelse poi di trasferirsi in Francia, prendendo attivamente parte alla resistenza durante la prima metà degli anni quaranta: fu infatti tra i coordinatori dei Francs-tireurs et partisans nel parigino. In quegli stessi anni diresse prima il giornale parigino La voce degli italiani e poi, dopo la liberazione di Parigi, Italia Libera.
Dopo la Liberazione italiana fu eletto all'Assemblea Costituente; fu poi in Senato nella prima e nella seconda Legislatura, e alla Camera nella terza Legislatura; concluse il proprio mandato parlamentare nel 1963.
Morì nel 1970 all'età di 75 anni.